# Cratosomus roddami
Cratosomus roddami is een keversoort uit de familie snuitkevers (Curculionidae).

## Kenmerken
Het lichaam van deze kever is roest- en lichtbruin gevlekt met zwarte vlekjes.

## Verspreiding en leefgebied
Deze soort komt voor in Zuid-Amerika.